# Generation.s
Génération.s, är ett politiskt parti i Frankrike grundat den 1 juli 2017 som enligt initiativtagaren Benoît Hamon är tänkt att fungera som en enande kraft för den politiska vänstern i Frankrike. Partiet bildades efter president- och parlamentsvalet 2017 där socialistpartiet gick tillbaks kraftigt. 